# Tangpalpje
Het tangpalpje (Centromerus arcanus) is een spin uit de familie hangmatspinnen (Linyphiidae).
Het tangpalpje wordt 2 tot 2,5 mm groot.